# Living in a Box (chanson)
Clip vidéo
(en) [vidéo] « Living in a Box (audio) », sur YouTube
Living in a Box est une chanson de Living in a Box, sortie en single en 1987.

## Classements

### Classements hebdomadaires
| Classement (1987)                      | Meilleure position |
| -------------------------------------- | ------------------ |
| Afrique du Sud (Springbok Radio)       | 14                 |
| Allemagne (GfK Entertainment)          | 4                  |
| Australie (Kent Music Report)          | 49                 |
| Autriche (Ö3 Austria Top 40)           | 11                 |
| Belgique (Flandre Ultratop 50 Singles) | 20                 |
| Canada (Top Singles)                   | 18                 |
| États-Unis (Billboard Hot 100)         | 17                 |
| États-Unis (Cash Box)                  | 20                 |
| États-Unis (Club Play)                 | 6                  |
| États-Unis (Hot Black Singles)         | 74                 |
| États-Unis (Maxi-Singles Sales)        | 16                 |
| Europe (European Hot 100 Singles)      | 7                  |
| France (SNEP)                          | 18                 |
| Irlande (IRMA)                         | 6                  |
| Norvège (VG-lista)                     | 7                  |
| Nouvelle-Zélande (RMNZ)                | 31                 |
| Pays-Bas (Nederlandse Top 40)          | 10                 |
| Pays-Bas (Single Top 100)              | 18                 |
| Royaume-Uni (UK Singles Chart)         | 5                  |
| Suède (Sverigetopplistan)              | 4                  |
| Suisse (Schweizer Hitparade)           | 2                  |

### Classements annuels
| Classement (1987)             | Position |
| ----------------------------- | -------- |
| Allemagne (GfK Entertainment) | 31       |
| Suisse (Schweizer Hitparade)  | 12       |